# Закон Лундегарда — Полєтаєва
Закон Лундегарда — Полєтаєва — відкритий Лундегардом (1957) закон, згідно з яким форма кривої зростання чисельності (обсягу) популяції (біомаси) залежить не тільки від одного хімічного фактора з мінімальною концентрацією, але і від концентрації та природи інших іонів, наявних у середовищі. Сукупність лімітуючих факторів утворює «систему Лібіха» або «L-систему» (за Полєтаєвим, 1973). Закон Лундегарда — Полєтаєва в літературі також відомий як «Закон відносності дії лімітуючих факторів».